# Cis pacificus
Cis pacificus är en skalbaggsart som beskrevs av Sharp 1879. Cis pacificus ingår i släktet Cis och familjen trädsvampborrare. Inga underarter finns listade i Catalogue of Life.